# Rene-41
Rene 41 je slitina niklu využívaná v leteckém a kosmickém průmyslu na extrémně tepelně namáhané konstrukce. Její teplota tání je 1089 °C, hustota 8,24 g/cm3.
Typické hmotnostní složení je následující:
- Al 1,6 %
- B 0,007 %
- C 0,06 %
- Co 11 %
- Cr 19 %
- Fe 3 %
- Mo 9,75 %
- Ni 52 %
- Ti 3,15 %